# Juan Pablo Ángel
Juan Pablo Ángel Arango (Medellín, 24 de outubro de 1975) é um ex-futebolista colombiano.

## Carreira
Iniciou sua carreira profissional na equipe colombiana Atlético Nacional em 1993, sendo campeão colombiano em 1994 e da Copa Interamericana em 1995. Em 1997, transferiu-se para a equipe argentina, o River Plate, onde conquistou o campeonato argentino em 1997 (Apertura), 1999 (Apertura) e 2000 (Clausura), sendo também o artilheiro nesse mesmo ano com 13 gols. Em 2001, transferiu-se para o Aston Villa da Inglaterra e permaneceu na equipe da cidade de Birmingham até 2007 sendo o principal artilheiro do time. Ainda em 2007, transferiu-se para a equipe estadunidense Red Bull New York, onde foi o vice-artilheiro da MLS Cup com 19 gols. Foi vice-campeão da MLS Cup em 2008. Em janeiro de 2011, deixou o Red Bull e foi para o Los Angeles Galaxy. No entanto, pouco tempo depois, em agosto do mesmo ano, foi negociado com o Chivas USA.
Ángel deixou o clube em 2012 após fim do seu contrato.

### Seleção nacional
Convocado pela primeira para a Seleção da Colômbia em 1995, jogou 33 partidas e marcou nove gols.

## Títulos
Atlético Nacional
- Copa Interamericana - 1995
- Campeonato Colombiano - 1994

 River Plate
- Campeonato Argentino - 1997 (Apertura), 1999 (Apertura), 2000 (Clausura)

## Artilharia
River Plate
- Campeonato Argentino - 2000 (Clausura) 13 gols